# 菊川晋久
菊川 晋久（きくかわ のぶひさ、1932年 - ）は、兵庫県出身の彫刻家。女性を中心とした人物像などを発表、その多くが神戸市内に野外彫刻として設置されている。

## 経歴
- 1932年、現在の兵庫県南あわじ市に生まれる。
- 1955年、日彫会展に出品、会友に推挙される。
- 1956年、現京都教育大学特修美術科（彫塑専攻）卒業。
- 2001年、神戸市文化活動功労賞を受賞。

## 主な受賞歴
- 神戸市文化活動功労賞　2001年

## 主な彫刻作品と設置場所
- 愛の泉（1981年）　神戸市東灘区住吉東町5・東灘区役所南側
- みどり（1974年）　神戸市中央区楠町4・大倉山公園
- 港のセブンティーン（1979年）　神戸市中央区三宮町1・センタープラザ（オーバーブリッジ）
- 大地のうた（1981年）　神戸市中央区楠町4・みどりと彫刻の道
- 愛の光（1982年）　神戸市中央区雲井通5・神戸市中央区庁舎北側
- 青年（飛躍を前に思いを練る）（1990年）　神戸市西区学園東町8・神戸市立工業高等専門学校
- 希望の船出（2001年）　神戸市中央区波止場町・メリケンパーク